# Hefty Gyula Andor
Hefty Gyula Andor (Pozsony, 1888. február 14. – Budapest, 1957. december 3.) magyar turista, turistaíró, hegymászó, síző, tanár.

## Életpályája
Svájcból Magyarországra települt családba született 1888. február 14-én. 1911–1919 között a késmárki Kereskedelmi Iskola történelemtanára volt, de állásából eltávolították, mert nem volt hajlandó hűségesküt tenni az új csehszlovák államnak. Ezután a Tátrába költözött, és szerkesztőként dolgozott: 1918–1923 között a Turistik und Alpinismus majd 1924–1933 között a jogutód Turistik, Alpinismus, Wintersport szerkesztője volt. Szabadkőművesként többször felemelte a szavát a náci veszély ellen, emiatt 1938-ban távozni kényszerült Csehszlovákiából, és Magyarországra költözött. A második világháború kitöréséig Marosvásárhelyen, azután Budapesten élt. Itt hunyt el 1957. december 3-án.

## Hegymászósport
Hefty a 20. század elejének legjobb magyar hegymászói közé tartozott. Elsősorban a falmászások terén volt jelentős a teljesítménye. Kiemelkedő eredménye a Kriván északnyugati falának megmászása 1916-ban. Több tátrai csúcs első téli megmászásában vett részt.

## Természetjárás
Aktív tagja volt a Budapesti Egyetemi Turista Egyesületnek. Tevékenységének része volt a hegyi vezetők oktatása. Az első világháború alatt a honvéd sí- és hegymászókiképzés oktatója volt a Tátrában. Egy ideig a Téry menedékház gondnoka is volt.

## Emlékezete
A Pálvölgyi-barlangban kürtőt neveztek el róla. 1984 óta az ő nevét viseli a Fehér-tavi-csúcs déli falánál egy szakadék, amelyet két társával elsőként mászott meg 1911-ben.

## Könyvei
- A térszíni formák nevei a magyar népnyelvben, különnyomat a Magyar Nyelvőrből, Athenaeum Irodalmi és Nyomdai R.-T. kiadása, Budapest, 1912.
- A Magas-Tátra részletes kalauza, Budapest, három kiadás: 1914., 1917., 1931.
- Die Hohe Tatra, Ausführlicher Führer, (Késmárk 1922., 3 kötetben a magyar kalauz rövidített változata)
- Skiführer durch die Bélaer Kalkalpen, Késmárk 1912.
- Hegymászószótár, (Turistaság és Alpinizmus, 1913.)
- Skiführer für den Csorbersee, Késmárk 1914.
- Vezérfonal az iskolai síoktatáshoz, Késmárk 1917.
- Bad Oberrauschenbach einst und jetzt, Késmárk 1930.
- Gerlsdorf, Késmárk 1932.
- Die Kesmarker Holzkirche, Késmárk 1933.